# Родиола розовая
Родио́ла ро́зовая (золото́й ко́рень, ро́зовый ко́рень) (лат. Rhodíola rósea) — многолетнее травянистое растение; вид рода Родиола семейства Толстянковые (Crassulaceae). Название «золотой корень» растение получило по корневищу, которое имеет цвет бронзы или старой позолоты с перламутровым блеском, на срезе пахнет розой.

## Ботаническое описание
Многолетнее суккулентное двудомное травянистое растение с мощным горизонтальным корневищем и тонкими придаточными корнями.
Обычно у родиолы несколько прямостоячих не ветвистых стеблей (до 10—15 штук), высотой около 10—40 см, реже встречаются растения с одним стеблем.
Листья сидячие очерёдные, продолговато-яйцевидные, эллиптические или заострённые, цельнокрайные или пильчато-зубчатые в верхней части.
Соцветие щитковидное, многоцветковое, цветки жёлтые однополые, четырёх-, редко пятичленные.
Плоды — прямостоячие зеленоватые многолистовки.
Время цветения — июнь—июль, созревание плодов происходит в июле—августе. Размножение вегетативное и семенами.
Растение малотребовательно к теплу и свету, но требовательно к влаге и нуждается в обильном проточном увлажнении.

## Распространение и среда обитания
Произрастает в регионах с холодным и умеренным климатом, включая Северную Америку, Великобританию и Ирландию, на альпийских горных лугах (в Альпах, Пиренеях, Карпатах) и в Памире.
В России — на Алтае, Урале, в заполярных районах Якутии, в горных районах Восточной Сибири, Западной Сибири и Дальнего Востока, на побережье Белого и Баренцева морей.

## Биологически активные компоненты
В подземной части родиолы розовой учёными найдено около 140 компонентов.
Корневища с корнями родиолы содержат:
- фенолы и их производные (в %): тирозол — 0,25, салидрозид — 0,51—1,39[2];
- ароматические соединения: розавин — 1—2,5 %, коричный спирт, розин, розарин[3][4];
- углеводы: глюкозу и фруктозу — 2,31, сахарозу — 0,53, седогептулозу[5];
- органические кислоты (щавелевую, яблочную, янтарную, лимонную) — 0,15[6][7];
- терпеноиды (розиридин, розиридол)[8];
- эфирное масло — 0,8—0,9 (в его составе найдено около 86 компонентов, в том числе коричный альдегид, цитраль, фенилэтиловый спирт, 3-фенилэтилацетат, гераниол, геранил ацетат и др.);
- стероиды: р-ситостерин[5][7][9];
- фенолкарбоновые кислоты и их производные (галловая, метиловый эфир галловой кислоты)[7][10];
- дубильные вещества — 15,9—20,25[7][11];
- флавоноиды (кемпферол, астрагалин, 7-рамнозид кемпферола, трицин, 5-глюкозид и 7-глюкозид трицина, родионин, родиозин, родиолин, ацетилродалгин, 8-метилгербацетин[7][12][10][13];
- антрахиноны;
- алкалоиды[7][11].

Обнаружены также микроэлементы (содержание в золе в %): марганец — до 0,8, серебро — 0,0002, цинк — 0,1, медь — 0,002 и др.
Эфирное масло состоит из основных классов химических веществ: монотерпеновых углеводородов (25,40 %), монотерпеновых спиртов (23,61 %) и алифатических спиртов с прямой цепью (37,54 %).
Химический состав эфирного масла из корневищ родиолы розовой, выращенной в разных странах, различается. Так, главным компонентом эфирного масла родиолы, выращенной в Болгарии, является гераниол и миртенол, в Китае — гераниол и октанол, а в Индии — фенилэтиловый спирт. Коричный спирт обнаружен только в образце из Болгарии. В родиоле розовой, выращенной за рубежом, содержится в несколько раз меньше эфирного масла, чем в золотом корне из России.
В надземной части найдены органические кислоты (щавелевая, яблочная, лимонная, янтарная), фенолы и их производные (салидрозид), фенолкарбоновые кислоты (галловая, кофейная), кумарины, дубильные вещества, флавоноиды (родионин, родионидин, родалин, родиолгин, родиолгидин).
В стеблях родиолы найдены госсипетин, родиолфлавонозид, галловая кислота, транс-р-гидроксикоричная кислота, p-тирозол.

## Фармакологические свойства
Спиртовой экстракт родиолы в научной медицине России применяют в качестве средства, стимулирующего центральную нервную систему, при астенических и неврастенических состояниях, повышенной утомляемости, пониженной работоспособности, в психиатрии, при функциональных заболеваниях нервной системы, в реабилитационном периоде после соматических и инфекционных заболеваний, а также у практически здоровых людей при пониженной работоспособности.
В опытах показано, что салидрозид является защитным средством эритроцитов человека от окислительного стресса и может быть хорошим адаптогеном для повышения сопротивляемости организма к стрессам и усталости. В эксперименте на мышах салидрозид предотвращает потери гемопоэтических стволовых клеток (ГСК) в условиях окислительного стресса. Салидрозид в опытах на мышах показывает гипогликемическую активность, нейропротекторное действие. Салидрозид подавляет опухолевые метастазы клеток лимфосаркомы человека и оказывает противовирусное действие в отношении вируса коксаки Б3. Салидрозид, розавин и розарин оказывают стимулирующее действие на центральную нервную систему.
Госсипетин и родиолфлавонозид из родиолы розовой, показывают антибактериальный эффект против золотистого стафилококка и активность против клеток рака предстательной железы. Экстракт корней, салидрозид и розавин показывают антимикробную активность против гонорейной палочки Neisseria gonorrhoeae.
Водно-спиртовой экстракт родиолы оказывает положительное действие для снижения привязанности к наркотическим средствам и снижает уязвимость организма к повторному их приёму, может быть очень эффективным природным средством для лечения опийной наркомании. Экстракт родиолы розовой показал положительную активность при лечении зависимости от курения. Экстракт родиолы и салидрозид оказывает лечебное противострессовое действие при переедании.
Экстракт родиолы розовой и салидрозид оказывает нейропротекторное действие. Прием экстракта родиолы снижает общий уровень тревожного состояния..Родиола розовая оказывает омолаживающий эффект на дрозофилу, замедляя старение насекомых, а её экстракт и салидрозид тормозит рост раковых клеток мочевого пузыря человека (Liu et al., 2012). Родиола розовая обладает различной фармакологической активностью антиоксидантной, антидепрессантной, противораковой и др.
Экстракт корней родиолы розовой оказывает противовоспалительное действие. (Pooja et al., 2009). Экстракт родиолы розовый, а также тирозол, салидрозид, розавин проявляют выраженное адаптогенное, противоальтеративное действие и повышают резистентность тканей различных органов к повреждению Препараты родиолы обладают адаптогенным эффектом, оказывая также нейропротекторное, кардиопротекторное, антидепрессивное, нейролептическое, ноотропное действие, они увеличивают продолжительность жизни и стимулируют деятельность центральной нервной системы.
Ряд клинических исследований показывают, что повторное введение препаратов родиолы розовой эффективно против усталости, она увеличивает умственную деятельность (в частности, способности к концентрации внимания у здоровых людей), и уменьшает беспокойство (страх) с синдромом усталости. Хорошие результаты получены при использовании родиолы у больных с лёгкой и умеренной депрессией и общей тревожности.Однократный приём экстракта родиолы оказывает сильное, не зависящее от дозы, адаптогенное и антистрессовое, нейролептическое, а также стимулирующее действие при остром стрессе, а приём экстракта в течение 6 недель, содержащего 3 % розавина и 1 % салидрозида эффективен и при хроническом стрессовом воздействии.
Препараты родиолы оказывают антитоксическое (к ядовитым соединениям), антигипнозное и антинаркотическое действие, препятствуют развитию экспериментальных лейкоцитоза, гипер- и гипогликемии, повышают резистентность животных к инфекции. Экстракт родиолы, благодаря сочетанию психостимулирующих и адаптогенных свойств, является ценным лечебным средством у практически здоровых людей с наклонностью к астенизации (слабости) при работе, требующей повышенной умственной нагрузки. Астенизация проявлялась в снижении работоспособности, затруднении засыпания ночью и некоторой сонливости днём, плохом аппетите, раздражительности и головных болях.
Очень эффективна родиола при астенических состояниях после соматических и инфекционных заболеваний, при приёме золотого корня снижается умственная утомляемость, исчезает вялость и дневная сонливость (без последующего нарушения ночного сна), чувство разбитости по утрам, улучшается умственная и физическая работоспособность, лучше концентрируется внимание, уменьшается или исчезает головная боль.
Таким образом, препараты родиолы показаны как стимулирующее средство переутомленным практически здоровым людям и больным с астеническими состояниями после соматических или инфекционных заболеваний; при функциональных заболеваниях нервной системы — различных формах неврозов (гипостеническая стадия неврастении, психастения), вегетативно-сосудистой дистонии, гипотонии, сексуальных расстройствах у мужчин типа импотенции.
Экстракт из корней и корневищ родиолы обладает выраженным стимулирующим свойством, существенно увеличивает объём динамической и статической работы. Особенно заметно повышение работоспособности при использовании препаратов родиолы на фоне утомления и при выполнении тяжёлой физической работы. При этом родиола нормализует обменные процессы, способствует экономическому расходованию энергетических ресурсов и быстрому их ресинтезу, улучшает энергетический обмен в мышцах и мозге за счёт более раннего использования в качестве субстратов окисления не только углеводов, но и жиров.
Подобно препаратам женьшеня экстракт родиолы розовой обладает адаптогенными свойствами, а также препятствует развитию у кроликов гипер- и гипогликемии, лейкоцитоза и лейкопении (Соколов, Замотаев, 1988). Экстракт родиолы в эксперименте оказывает противоопухолевое и противометастазное действие, усиливает действие других цитостатиков, снижает уровень гипер- и гипогликемии, активизирует функцию щитовидной железы. Также применение экстракта и настойки родиолы розовой повышают устойчивость организма к инфекциям, рентгеновскому и ионизирующему облучению, токсическим химическим веществам (бензин, ацетон, этиловый спирт, хлорофос, медикаменты и др.).
В эксперименте введение крысам внутрь 1 мл/кг экстракта родиолы в течение 8 дней повышало в 4 раза ими продукцию β-эндорфина. Повышение продукции эндорфина может рассматриваться как один из механизмов стресс-защитного действия.
Розавин, розарии, розин, розиридин обладают свойствами, аналогичными салидрозиду.

## Значение и применение
В качестве лекарственного сырья используют корневища и корни родиолы розовой (лат. Rhizoma et radix Rhodiolae roseae). Заготовляют сырьё от конца цветения до полного созревания плодов: выкапывают, очищают от земли, промывают водой, освобождают от загнивших частей и режут на куски. Сушат в сушилках при 50—60 °С. Срок хранения сырья 3 года.
Хорошо поедается северным оленем (Rangifer tarandus).
Ценится как лекарственное растение, адаптоген, мало в чём уступающее женьшеню. В медицине используется как надземная, так и подземная часть. Из надземных частей готовятся отвары и примочки, использующиеся при лечении трахомы. Кроме этого, корневища используют при лечении сердечно‑сосудистых, желудочно-кишечных, кожных заболеваний, туберкулёза лёгких, переломов костей и многих других заболеваний, как жаропонижающее, общеукрепляющее.
Наружно применяется в виде примочек или мази для лечения ран, при конъюнктивитах, кожных сыпях, нарывах. Сок корневищ используют при желтухе и как раноочищающее.
Корневища и корни растения содержат тирозол, гликозид родиолозид, эфирные масла, дубильные вещества, антрагликозиды, яблочную, галловую, лимонную, янтарную, щавелевую кислоты, лактоны, стерины, флавонолы (гиперазид, кверцетин, изокверцетин, кемпферол), углеводы (в основном глюкозу и сахарозу), липиды.

### В медицине
Родиола розовая широко используется в народной медицине для лечения горной болезни и при кислородном голодании Подземная часть применяется в тибетской медицине при сердечно‑сосудистых и желудочно‑кишечных заболеваниях. В народной медицине отвар, настойка корневищ употребляется при менометрорагиях и меноррагиях, диарее, лихорадках, головной боли, цинге, для снятия усталости и повышения работоспособности, при респираторных инфекциях, как диуретическое, при подагре, сахарном диабете, при анемии, туберкулёзе лёгких, болезнях печени, зубной боли, заболеваниях желудка, малярии, нервных болезнях, импотенции, упадке сил, переутомлении и как общеукрепляющее и тонизирующее средство.
Наружно (припарки, примочки из корневищ родиолы, её настоя и отвара) употребляют при конъюнктивитах, нарывах, кожных сыпях; для смазывания десен — при пиорее. Сок использовали как раноочищающее; пили его при желтухе, для обострения слуха.
В народной медицине Монголии родиола применяется при переломах костей, различных ранах, туберкулёзе лёгких, кожных заболеваниях, как жаропонижающее и общеукрепляющее. Скотоводы-араты варят корневища родиолы в воде или бульоне и дают истощенным и обессиленным животным.
На Алтае родиолу розовую применяют при нервных и желудочных заболеваниях, как тонизирующее, при надсаде, диабете, золотухе, обильных маточных кровотечениях и как противолихорадочное средство.
Экстракт из корней и корневищ родиолы в научной медицине России применяются при неврозах, гипотонии, шизофрении, при физическом и умственном переутомлении, вегетососудистой дистонии, при астенических состояниях после различных заболеваний. Препараты родиолы повышают умственную работоспособность, улучшают память, повышают сопротивляемость организма к неблагоприятным воздействиям.
Родиола розовая положительно влияет на функции половых желез и детородных органов, соответственно может рекомендоваться при лечении олигоспермии, импотенции, позднего полового созревания, первичных и вторичных аменорей, дисменорей, аднексита, раннего климакса, фиброзно‑кистозной мастопатии, поликистоза яичников. Препараты родиолы ускоряют процессы репарации (заживления) ран, травм, переломов костей, и поэтому рекомендуются для использования в пред- и послеоперационный период. Отвар и примочки из надземной части употребляют в народной медицине при трахоме.

### В косметико-парфюмерных целях
В клинических медицинских исследованиях на людях экстракт родиолы положительно воздействует на чувствительную и увядающую кожу, улучшая её общее состояние. Благодаря содержанию в корневищах с корнями ценных биологически активных веществ: розавина, тирозола, салидрозида, фитостеринов, флавоноидов, дубильных веществ, фенолкарбоновых кислот и их производных, эфирного масла, микроэлементов (марганца, серебра и др.), органических кислот (янтарной, яблочной и др.), экстракты из родиолы розовой оказывают многостороннее положительное воздействие на человека при использовании их в кремах.
Кремы с экстрактами родиолы розовой обладают выраженными стимулирующими и адаптогенными свойствами; они замедляют процессы старения, повышают сопротивляемость и устойчивость всего организма и кожного покрова к разнообразному комплексу внешних неблагоприятных факторов окружающей среды: патогенным микроорганизмам, рентгеновскому и ионизирующему облучению, токсическим химическим соединениям и др. Особенно эффективны кремы с золотым корнем при переутомлении, стрессе, наличии раздраженной, чувствительной и повреждённой кожи. В этом случае нормализуются обменные процессы, улучшается энергетический обмен в клетках, за счёт более раннего использования в качестве субстратов окисления не только углеводов, но и жиров, ускоряются процессы регенерации кожи; уменьшаются трансэпидермальные потери воды; повышаются барьерные (защитные) функции кожного покрова. В результате чего улучшается общее состояние кожи, замедляется её старение и кожа омолаживается, исчезает сухость, появляется чувство комфорта, снижается уровень депрессии.

### В других целях
Надземная часть употребляется в пищу, а также используется в салаты.

## Охрана
Включена в Красную книгу Российской Федерации (категория 3; охраняется по всему ареалу, кроме Красноярского и Алтайского краёв, Магаданской области и Республики Тыва). С 12 октября 2023 года в России предусмотрена уголовная ответственность за повреждение, уничтожение, сбор краснокнижных видов грибов и растений, в перечень которых входит родиола розовая.

## Интродукция
Для интродукции на склоне горы Сарлык и в окрестностях города Горно-Алтайска в 1970—1973 годах были заложены участки (плантации) по изучению условий произрастания родиолы розовой в культуре и естественных условиях. Опытами установлено, что в культуре происходит увеличение общей кустистости и размера ассимилирующих органов. Семенные растения увеличивают вес корневища почти в 20 раз, а способ размножения семенами под зиму оказался наиболее эффективным. Введение родиолы розовой в культуру имеет перспективу в использовании и сохранении этого растения.